# Дубровская ТЭЦ
Дубровская ТЭЦ (полное наименование — Общество с ограниченной ответственностью «Дубровская ТЭЦ») — производитель и поставщик электрической и тепловой энергии в г. Кировске Ленинградской области.
Предприятие обеспечивает электрической и тепловой энергией и горячей водой промышленные предприятия, жилые и общественные здания г. Кировска. В зоне теплоснабжения станции проживает более 25000 человек.
В ведении Дубровской ТЭЦ находится электросетевое хозяйство, обеспечивающее распределение и передачу электроэнергии в сети энергетической системы РФ напряжением 110 кВ и электроснабжение Района 35 кВ (г. Кировск, г. Шлиссельбург, п. им. Морозова).

## История
Закладка фундамента началась 13 июня 1931 года, главным инженером строительства был Алексей Антонович Котомин — талантливый инженер, технический директор «Электротока». Он решил скомпоновать по принципу «крыльев бабочки»: машинный зал размещался между двумя котельными, благодаря чему удалось сократить площадь станции. При строительстве был основан посёлок Невдубстрой, в котором жили энергетики и строители. 27 марта 1933 года состоялся торжественный пуск Государственной электростанции № 8 (Дубровской), на котором присутствовал Сергей Миронович Киров, курировавший стройку. Весной 1934 года 8-й ГЭС было присвоено его имя. В 1940 году станция была выведена на полную проектную мощность — 200 тысяч кВт. С ноября 1935 года через ТЭЦ-8 проходило электричество в Новгород из 31-й подстанции, построенной гражданским инженером Е. А. Кржижановским.
Во время Великой Отечественной войны 8-я ГЭС, которая находилась в считанных километрах от «Невского пятачка», была полностью разрушена, так как территория станции и вся местность была в немецкой оккупации. 17 февраля 1943 года войска полностью освободили Невдубстрой и станцию от немецких войск. В 1946 году возрождённая 8-я ГЭС дала Ленинграду ток. В 1953 году поселок Невдубстрой получил статус города и был переименован в Кировск. В 1957 году общая мощность составила 300 МВт. В 1958 году станция достигла мощности 312 МВт. В 1985 году была проведена реконструкция теплофикационных турбин. После их перемаркировки в 1991 году электрическая мощность станции составила 192 МВт.
В ходе реформы энергетики России в 2005 году Дубровская ТЭЦ вошла в состав ОАО «ТГК-1». С 1 ноября 2015 года Дубровская ТЭЦ начала работу как дочернее предприятие ОАО «ТГК-1».
По данным официального сайта ТГК-1 (новость от 08.04.2016) ОАО «ТГК-1» прекратило участие в ООО «Дубровская ТЭЦ» путём продажи доли в уставном капитале дочернего общества. Новым владельцем ООО «Дубровская ТЭЦ» стало ООО «Строймонтажэнергосервис».
Названия Дубровской ТЭЦ в разные годы:
1931 г. — март 1934 г. — Дубровская ГЭС
Март 1934 г. — январь 1961 г. — 8-я Государственная электрическая станция им. С. М. Кирова (8-я ГЭС)
Январь 1961 г. — октябрь 2005 г. — Государственная районная электрическая станция № 8 (ГРЭС-8)
1 января 2005 г. — 1 ноября 2015 г. — Дубровская ТЭЦ им. С. М. Кирова (ТЭЦ-8)
С 1 ноября 2015 г. — ООО «Дубровская ТЭЦ»

## Ключевые технико-экономические показатели
|                                         | 2014    | ноябрь-декабрь 2015 | 2016  |
| Выработка электроэнергии, млн кВт/ч     | 59,98   | 0                   | 7,3   |
| Отпуск теплоэнергии, тыс. Гкал          | 219,855 | 49,763              | 229,6 |
| Полезный отпуск теплоэнергии, тыс. Гкал | 172,3   | 41,374              | 179,2 |

## Модернизация
С 1991 по 1997 годы все котлы, спроектированные под сжигание твердого топлива (торфа и угля), были реконструированы и переведены на природный газ. Одновременно была проведена модернизация тракта подачи твердого топлива и золоулавливающих устройств. Проведение этих двух мероприятий улучшило экологическое состояние воздушного и водного бассейнов города Кировска.
С 2010 по 2014 годы был реализован проект по развитию системы коммунального теплоснабжения на территории Кировска:
1.	модернизация системы подготовки воды с применением установки силикатирования (создание внутри труб тонкой плёнки силиката натрия, которая препятствует проникновению в воду ржавчины и накоплению отложений);
2.	модернизация установки, обеспечивающей качество подпиточной воды тепловой сети, соответствующей санитарным нормам (подача питьевой воды от Водоканала Кировского городского поселения для приготовления горячей воды);
3.	оснащение Дубровской ТЭЦ системой очистки сетевой воды (улучшение качества воды и снижение коррозионной активности).
Работы по улучшению качества теплоснабжения: модернизирована система автоматического регулирования и управления технологическим процессом деаэрационно-подпиточных установок, модернизировано оборудование бойлерной с установкой устройств регулирующих отпуск тепловой энергии потребителям и многое другое.
С 2014 по 2015 годы было проведено техническое перевооружение мазутного хозяйства, которое позволило отказаться от сжигания твердого топлива. Резервным топливом стал мазут. Отказ от твердого топлива позволил вывести из эксплуатации оборудование топливоподачи, склад твердого топлива, железнодорожное хозяйство.